# Saw 2
Saw 2 je americký hororový film z roku 2005, který režíroval Darren Lynn Bousman. Jedná se o pokračování filmu Saw: Hra o přežití z roku 2004.

## Děj
Do své další hry obsadil vrah Jigsaw osm lidí, jejichž společným jmenovatelem je jejich kriminalita. Mezi nimi se nachází i Daniel Matthews, syn detektiva Erica Matthewse. Ten Jigsawa odhalil. Když se detektiv Matthews dozví, že jeho syn je v nebezpečí, snaží se nejrůznějšími způsoby Jigsawa donutit prozradit, kde se uvěznění lidé nacházejí. Tí během dvou hodin musí najít injekci s protijedem. Do vzduchu jim byla puštěna látka, kvůli které jim hrozí vykrvácení. Nezbývá jim tak nic jiného, než protijed najít, což bude některé stát životy. Otázkou je, zda Eric dokáže místo včas najít a přeživší zachránit.